# Я готовий прийняти виклик
«Я готовий прийняти виклик» (рос. «Я готов принять вызов») — радянський комедійно-музичний фільм Валеріу Гажіу, знятий на кіностудії «Молдова-фільм» в 1983 році, світова прем'єра фільму відбулася в лютому 1984 року. Інша робоча назва фільму — «Історія одного золотого».
В кінотеатрі «Ілюзіон», в рамках програми «Персона. Армен Джигарханян» пройшов показ фільму, який був представлений з плівки 35 міліметрів з колекції Держфільмофонду Росії.

## Сюжет
Юний поет на світському балу запросив на танець прекрасну незнайомку і отримав від ревнивого чоловіка виклик на дуель. Поєдинок відбувся, але куля, що летить до серця поета, встромилася в золоту монету, яка опинилася в кишені піджака.
Натхнений поет написав ряд новел про подорож золотої монети, герої яких — веселий мореплавець, жадібний шинкар, його дружина і її коханець…

## У ролях
- Олександр Пономарьов — поет
- Неллі Волшанінова — кохана поета
- Армен Джигарханян — капітан
- Світлана Кваша — танцівниця
- Рамаз Чхиквадзе — шинкар
- Жан Кукурузак — рогоносець
- Кахі Кавсадзе — отаман гайдуків
- Валеріу Казаку — пан в фесці
- Тетяна Васильєва — справниця
- Євген Лебедєв — справник
- Микола Герля — кузен
- Борислав Брондуков — слуга справника
- Юхим Лазарев — слуга поета
- Гурген Тонунц — судновласник
- Любов Поліщук — кохана отамана
- Галі Абайдулов — жебрак
- Володимир Ізотов — офіцер
- Аркадій Шалолашвілі — епізод
- Юрій Еллер — епізод
- Н. Галушка — епізод
- Віра Улік — епізод
- Штефан Булікану — епізод
- Л. Багдасаров — епізод
- Любомир Йорга — епізод

## Знімальна група
- Автор сценарію — Валеріу Гажіу
- Режисер-постановник — Валеріу Гажіу
- Оператори-постановники — Валентин Бєлоногов, Віталій Калашников
- Художник-постановник — Станіслав Булгаков
- Композитор — Едуард Лазарев